# Tony Cook
Tony Cook, född 18 september 1936, är en australisk friidrottare. Han deltog vid olympiska sommarspelen 1964.